# Slowakische Männer-Handballnationalmannschaft
Die slowakische Männer-Handballnationalmannschaft repräsentiert den Handballverband der Slowakei als Auswahlmannschaft auf internationaler Ebene bei Länderspielen im Handball gegen Mannschaften anderer nationaler Verbände.

## Geschichte
Der Handballverband Slovenský Zväz Hádzanej (SZH) wurde am 16. Februar 1943 in Bratislava gegründet.
Nach der Teilung der Tschechoslowakei wurde der Verband Mitglied in der Internationalen Handballföderation (IHF) und in der Europäischen Handballföderation (EHF). Obwohl die Slowakei und Tschechien 1993 bereits unabhängige Staaten waren, nahm bei der Weltmeisterschaft 1993 noch die gemeinsame Auswahl der Tschechoslowakei teil.
Erstmals konnte sich die slowakische Mannschaft 2006 für eine Europameisterschaft und 2009 für eine Weltmeisterschaft qualifizieren. 2022 war die Slowakei gemeinsam mit Ungarn zum ersten Mal Gastgeber einer Europameisterschaft, nachdem die Tschechoslowakei bereits die Weltmeisterschaften 1964 und 1990 ausgerichtet hatte.

## Internationale Großereignisse
Für Teilnahmen vor 1993 siehe Tschechoslowakische Männer-Handballnationalmannschaft.

### Olympische Spiele
- Olympische Spiele 1996: nicht qualifiziert
- Olympische Spiele 2000: nicht qualifiziert
- Olympische Spiele 2004: nicht qualifiziert
- Olympische Spiele 2008: nicht qualifiziert
- Olympische Spiele 2012: nicht qualifiziert
- Olympische Spiele 2016: nicht qualifiziert
- Olympische Spiele 2020: nicht qualifiziert

### Weltmeisterschaften
- Weltmeisterschaft 1995: nicht qualifiziert
- Weltmeisterschaft 1997: nicht qualifiziert
- Weltmeisterschaft 1999: nicht qualifiziert
- Weltmeisterschaft 2001: nicht qualifiziert
- Weltmeisterschaft 2003: nicht qualifiziert
- Weltmeisterschaft 2005: nicht qualifiziert
- Weltmeisterschaft 2007: nicht qualifiziert
- Weltmeisterschaft 2009: 10. Platz (von 24 Mannschaften)

Kader: Teodor Paul (9 Spiele/0 Tore), Richard Štochl (8/0), Michal Shejbal (2/0), Peter Vozar (3/0), Juraj Nižňan (7/5), Andrej Petro (9/9), Csaba Szücs (9/11), Tomáš Urban (9/11), Michal Kopčo (8/13), Radovan Pekar (9/13), Tomáš Straňovský (9/25), Radoslav Antl (9/27), Daniel Valo (8/27), Martin Straňovský (9/34), Peter Kukučka (9/38), František Šulc (9/40). Trainer: Zoltán Heister.
- Weltmeisterschaft 2011: 17. Platz (von 24 Mannschaften)

Kader: Teodor Paul (7 Spiele/0 Tore), Richard Štochl (7/0), Martin Pramuk (7/0), Martin Mazák (7/5), Tomáš Urban (7/8), Peter Tumidalský (7/10), Juraj Nižňan (7/10), Andrej Petro (7/11), Tomáš Straňovský (7/11), František Šulc (7/13), Daniel Valo (7/14), Ladislav Tarhai (7/18), Michal Kopčo (7/21), Peter Kukučka (7/23), Radoslav Antl (7/24), Martin Straňovský (7/37). Trainer: Zoltán Heister.
- Weltmeisterschaft 2013: nicht qualifiziert
- Weltmeisterschaft 2015: nicht qualifiziert
- Weltmeisterschaft 2017: nicht qualifiziert
- Weltmeisterschaft 2019: nicht qualifiziert
- Weltmeisterschaft 2021: nicht qualifiziert
- Weltmeisterschaft 2023: nicht qualifiziert

### Europameisterschaften
- Europameisterschaft 1994: nicht qualifiziert
- Europameisterschaft 1996: nicht qualifiziert
- Europameisterschaft 1998: nicht qualifiziert
- Europameisterschaft 2000: nicht qualifiziert
- Europameisterschaft 2002: nicht qualifiziert
- Europameisterschaft 2004: nicht qualifiziert
- Europameisterschaft 2006: 16. Platz (von 16 Mannschaften)

Kader: Richard Štochl (3 Spiele/0 Tore), Michal Meluš (2/0), Martin Pramuk (1/0), Martin Farkašovský (2/1), Peter Zaťko (3/3), Tomáš Straňovský (3/4), Peter Tumidalský (3/4), Peter Hlavtur (3/4), Rastislav Tabačko (1/5), Daniel Valo (3/5), Pavol Jano (3/5), Ján Kolesár (3/6), Radoslav Antl (3/7), Peter Kukučka (3/8), Pavol Polakovič (3/9), Martin Straňovský (3/11). Trainer: Peter Hatalčík.
- Europameisterschaft 2008: 16. Platz (von 16 Mannschaften)

Kader: Martin Pramuk (2 Spiele/0 Tore), Michal Shejbal (1/0), Richard Štochl (3/1), Gabriel Vadkerti (1/1), Csaba Szücs (2/1), Martin Straňovský (3/3), Andrej Petro (3/3), Jan Faith (3/3), Michal Baran (3/4), Vlastimil Fuňák (3/5), Marek Mikeci (3/5), Radoslav Antl (3/7), Peter Dudáš (3/8), Radoslav Kozlov (3/9), Radovan Pekár (3/10), František Šulc (3/18). Trainer: Zoltán Heister.
- Europameisterschaft 2010: nicht qualifiziert
- Europameisterschaft 2012: 16. Platz (von 16 Mannschaften)

Kader: Richard Štochl (3 Spiele/0 Tore), Peter Dudáš (3/0), Patrik Hruščák (3/0), Miloš Putera (3/0), Ladislav Kovačin (1/0), Marek Mikeci (3/1), Andrej Petro (3/3), Ladislav Tarhai (3/4), Martin Straňovský (3/5), Oliver Rábek (3/6), Ľubomír Ďuriš (3/6), Radoslav Antl (3/7), Michal Kopčo (3/7), Tomás Urban (3/7), Peter Kukučka (3/12), Daniel Valo (3/12). Trainer: Zoltán Heister.
- Europameisterschaft 2014: nicht qualifiziert
- Europameisterschaft 2016: nicht qualifiziert
- Europameisterschaft 2018: nicht qualifiziert
- Europameisterschaft 2020: nicht qualifiziert
- Europameisterschaft 2022: 18. Platz (von 24 Mannschaften)

Kader: Teodor Paul (3 Spiele/0 Tore), Marián Žernovič (3/0), Jakub Mikita (3/0), Marek Kováčech (2/0), Michal Konečný (1/0), Marek Korbel (1/0), Šimon Macháč (3/1), Ľubomír Ďuriš (3/1), Martin Briatka (3/4), Dominik Kalafut (3/4), Lukáš Péchy (3/4), Oliver Rábek (2/5), Marek Hniďák (3/5), Martin Potisk (3/5), Tomáš Smetánka (2/6), Martin Slaninka (3/6), Patrik Hruščák (3/6), Jakub Prokop (3/16), Tomáš Urban (3/20). Trainer: Peter Kukučka.
- Europameisterschaft 2024: nicht qualifiziert

## Weitere Turnierteilnahmen
(Auswahl)

### Yellow Cup
Beim Yellow Cup in der Schweiz erreichte die Auswahl folgende Platzierungen:
- Yellow Cup 2015: 3. Platz (von 4 Mannschaften)
- Yellow Cup Januar 2017: 4. Platz (von 4 Mannschaften)

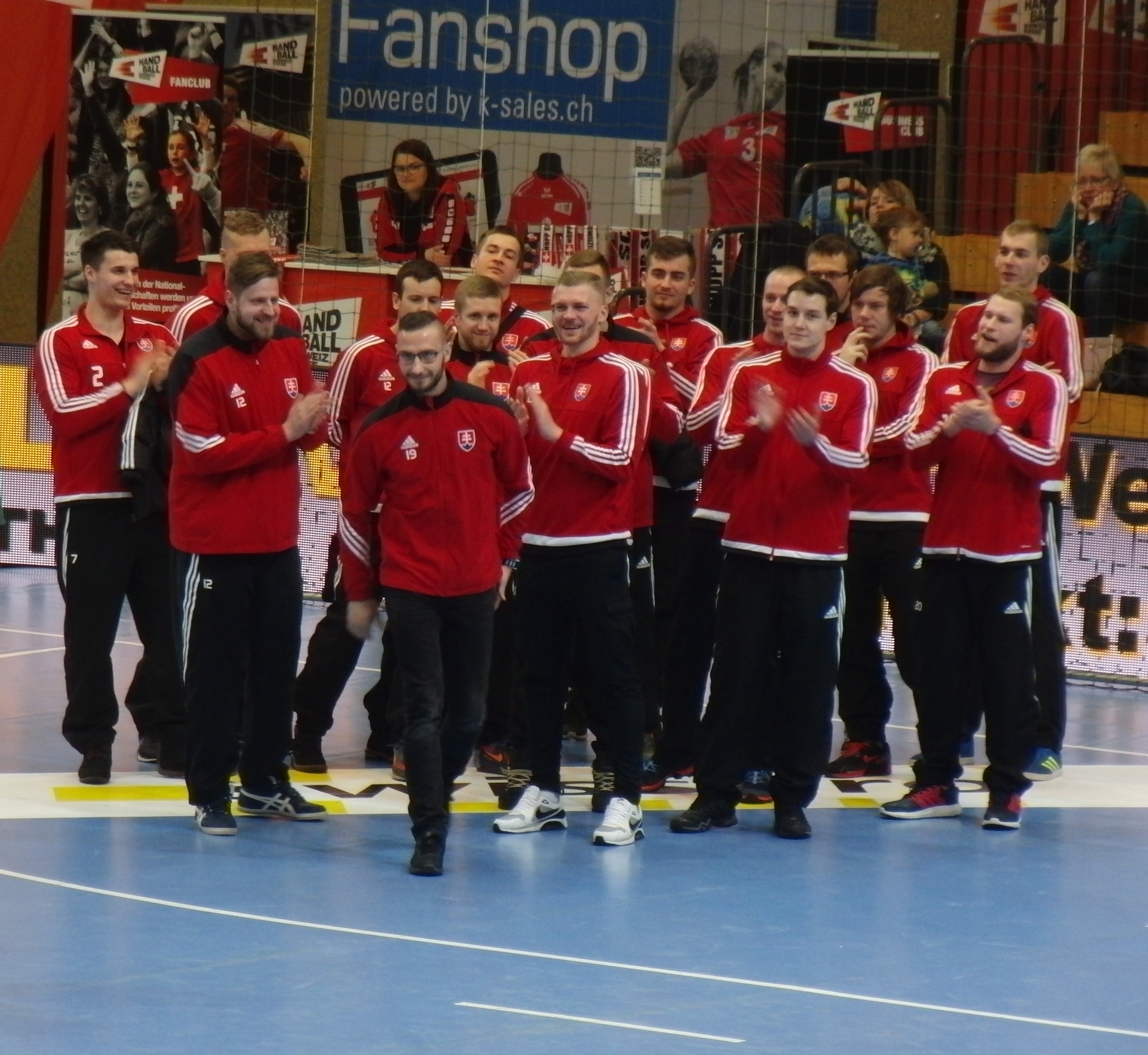
Die Mannschaft beim Yellow Cup 2017.

### EHF Euro Cup
Am EHF Euro Cup nehmen der oder die Gastgeber der kommenden Europameisterschaft sowie weitere Nationalmannschaften teil.
- EHF Euro Cup 2022: 4. Platz (von 4 Mannschaften)[9]

## Aktueller Kader
Stand: 15. Dezember 2022.
| Nr. | Name              | Geb.       | Position        | Verein                   |
| --- | ----------------- | ---------- | --------------- | ------------------------ |
| 01  | Teodor Paul       | 22.04.1987 | Torhüter        | Fenix Toulouse Handball  |
| 67  | Marián Žernovič   | 01.07.1991 | Torhüter        | TSV St. Otmar St. Gallen |
| 96  | Michal Konečný    | 08.11.1996 | Torhüter        | SC Ferlach               |
| 73  | Igor Čupryna      | 25.04.1990 | Torhüter        | HT Tatran Prešov         |
| 09  | Anur Burnazović   | 27.02.1994 | Rückraum links  | WAT Atzgersdorf          |
| 47  | Lukáš Urban       | 23.06.1993 | Rückraum links  | SG BBM Bietigheim        |
| 18  | Jakub Prokop      | 21.08.1998 | Rückraum links  | Club Balonmano Nava      |
| 10  | Tomáš Rečičar     | 30.11.1998 | Rückraum links  | HT Tatran Prešov         |
| 02  | Oliver Rábek      | 30.09.1987 | Rückraum links  | HT Tatran Prešov         |
| 05  | Marek Hniďák      | 06.06.2001 | Rückraum links  | HK FCC Město Lovosice    |
| 82  | Matej Mikita      | 18.11.1994 | Rückraum links  | SG Pforzheim/Eutingen    |
| 15  | Lukáš Rakús       | 15.01.1997 | Rückraum links  | HC Sporta Hlohovec       |
| 34  | Vladimír Guzy     | 16.05.1989 | Rückraum links  | HC Košice                |
| 36  | Marek Hlinka      | 02.07.1996 | Rückraum links  | Dukla Prag               |
| 21  | Ľubomír Ďuriš     | 05.09.1987 | Rückraum Mitte  | MŠK Považská Bystrica    |
| 08  | Martin Potisk     | 28.01.1999 | Rückraum Mitte  | B.Braun Gyöngyös         |
| 14  | Andrej Sloboda    | 19.01.2001 | Rückraum Mitte  | MŠK Považská Bystrica    |
| 03  | Patrik Hruščák    | 20.03.1989 | Rückraum rechts | HSC Suhr Aarau           |
| 25  | Marek Kováčech    | 25.01.1989 | Rückraum rechts | Union Leoben             |
| 81  | Jakub Mikita      | 07.05.1993 | Rückraum rechts | Ferencváros Budapest     |
| 05  | Marek Korbel      | 06.03.1995 | Rückraum rechts | Talent Plzeň             |
| 29  | Mikuláš Kucsera   | 18.08.2000 | Rückraum rechts | MHC Štart Nové Zámky     |
| 49  | Martin Slaninka   | 16.07.1989 | Kreisläufer     | HSC Suhr Aarau           |
| 07  | Šimon Macháč      | 30.09.1993 | Kreisläufer     | Fejer B.A.L Veszprém     |
| 48  | Dominik Kalafut   | 15.06.1995 | Kreisläufer     | HSG Nordhorn-Lingen      |
| 04  | Boris Rešovský    | 04.10.1998 | Kreisläufer     | ŠKP Bratislava           |
| 11  | Martin Briatka    | 06.06.1991 | Linksaußen      | MŠK Považská Bystrica    |
| 23  | Lukáš Péchy       | 24.03.1997 | Linksaußen      | HC Sporta Hlohovec       |
| 22  | Juraj Briatka     | 25.08.1995 | Linksaußen      | HC Sporta Hlohovec       |
| 24  | Martin Straňovský | 12.09.1985 | Linksaußen      | HC Košice                |
| 20  | Tomáš Urban       | 17.09.1989 | Rechtsaußen     | GWD Minden               |
| 88  | Ľubomir Ivanicja  | 27.07.1990 | Rechtsaußen     | Górnik Zabrze            |
| 34  | Daniel Polák      | 03.07.2000 | Rechtsaußen     | HKM Šaľa                 |
| 27  | Tomáš Bogár       | 19.07.2001 | Rechtsaußen     | HKM Šaľa                 |
| 04  | Dávid Mišových    | 02.11.2002 | Rechtsaußen     | Dessau-Roßlauer HV       |

## Bisherige Trainer
- 1993–1995 Vincent Lafko
- 1995–1996 Ivan Hargaš
- 1996–1998 Martin Gregor
- 1998–1999 František Šulc
- 1999–2001 Slawomir Sipos
- 2001–2003 Štefan Katušák
- 2003–2006 Peter Hatalčík
- 2006–2012 Zoltán Heister
- 2012–2013 Peter Dávid
- 2013–2015 Zoltán Heister
- 2015–2017 Martin Lipták
- 2017–2019 Heine Jensen
- 2019–2022 Peter Kukučka
- seit 2022 Fernando Gurich Mina[11]